# Mariengrotte (Wollmetshofen)
In Wollmetshofen (Bayern) gibt es zwei Mariengrotten. Die größere und jüngere Mariengrotte mit dem Namen Maria, Mutter vom Großen Sieg ist ein höhlenförmiger Schrein, in dem ein großes Marienbildnis aufgestellt ist. Die kleinere und ältere Grotte wird im Wollmetshofer Dorfjargon bezeichnenderweise kleine Grotte genannt. Sie beherbergt ebenfalls ein Marienbildnis.

## Die „kleine Grotte“

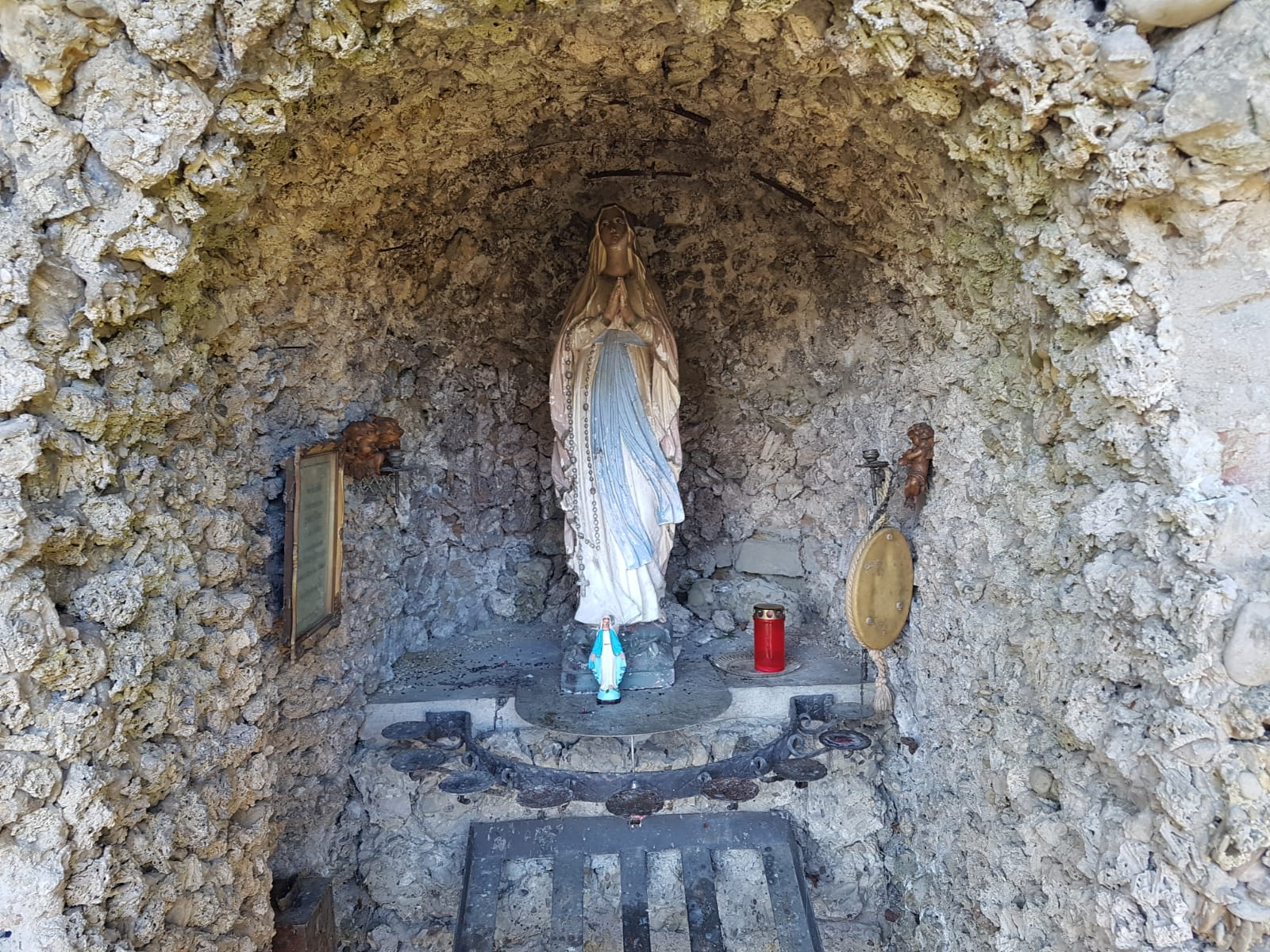
Die „kleine Grotte“

### Lage
Die „kleine Grotte“ liegt an einem Fußgängerweg zwischen dem Beginn der Forsthausstraße beim Dorfzentrum und führt als Fußgängerabkürzung zur Hochfeldstraße. (⊙)

### Geschichte
Die „kleine Grotte“ wurde am 14. September 1890 durch  Ferdinand Thoma (damaliger Expositus in Riedlingen bei Donauwörth, † 22. Oktober 1892) geweiht.

## Mariengrotte „Maria, Mutter vom großen Sieg“

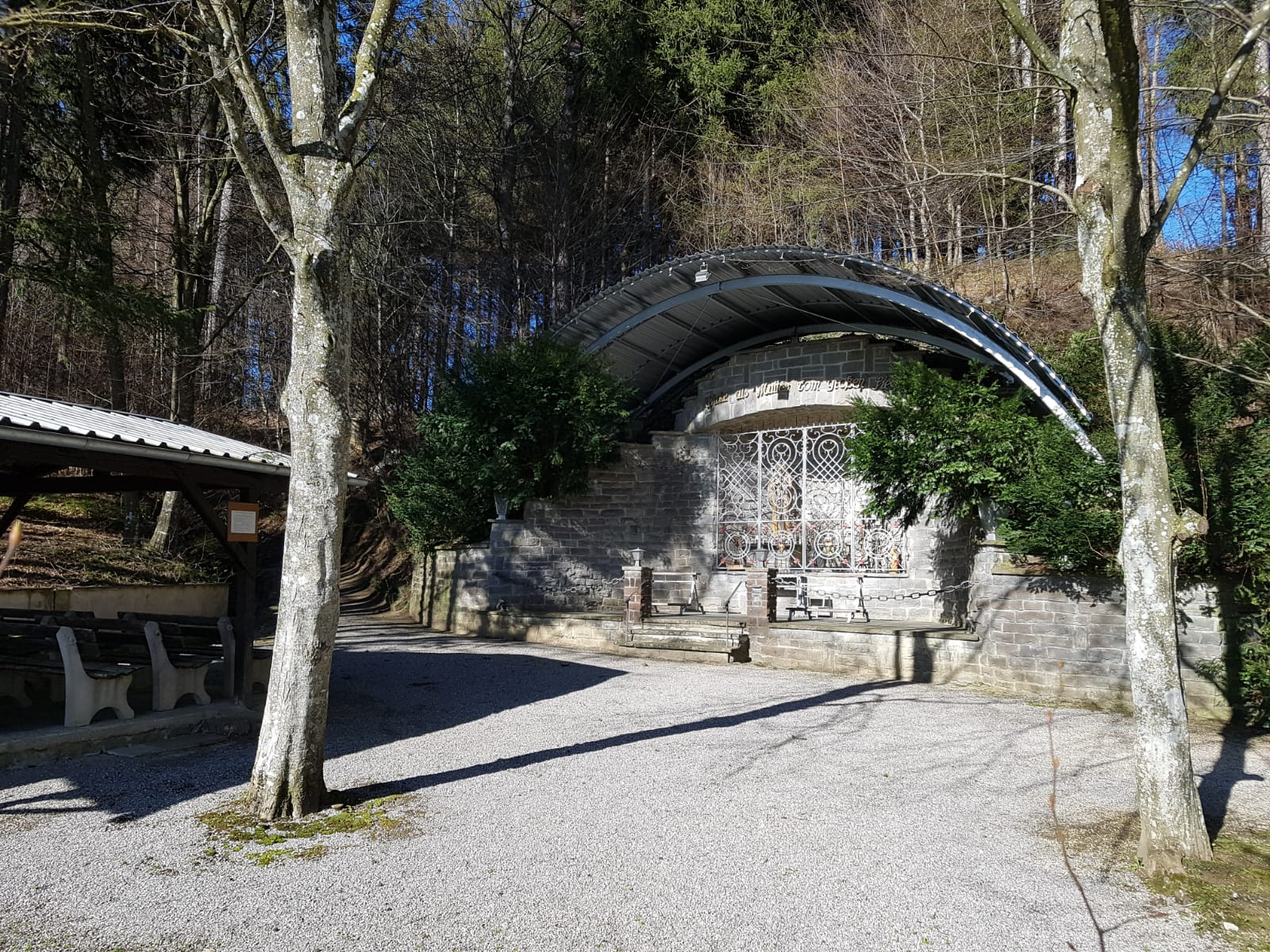
Die Mariengrotte „Maria, Mutter vom Großen Sieg“, links der 1972 gebaute Anbau mit überdachten Sitzmöglichkeiten

### Lage
Von der Ortsmitte Wollmetshofens führt der Grotteweg etwa 500 Meter in Richtung Norden zur Mariengrotte, die am Waldrand liegt. Für Besucher der Mariengrotte steht ein öffentlicher Parkplatz in ungefähr 100 Meter Entfernung zur Verfügung, welcher auch von Wanderern benutzt wird. (⊙)
Die Grotte ist eine Pilgerstätte, da sie am Bayerisch-Schwäbischen Jakobusweg liegt.

### Geschichte
1965 beschloss eine Marianische Gebetsvereinigung in Wollmetshofen zum Gedenken an die Schlacht am Weißen Berg eine weitere, größere Mariengrotte zu errichten. Das Architekturbüro Ruf entwarf dazu einen Plan, der schließlich am 4. März 1966 durch das Landratsamt Augsburg genehmigt wurde. Nach nur knapp 2 Monaten Bauzeit wurde die Grotte durch den bischöflich Geistlichen Rat Pfarrer Alfons Mack († 5. Mai 2011, im Alter von 96 Jahren) am 30. April 1967 geweiht. „Mutter vom großen Sieg“ ist eine Anrufung der Muttergottes und bezieht sich oft, so wie auch hier, auf die Schlacht am Weißen Berg.
Im Jahr 1972 wurde ein angrenzendes Grundstück erworben, um mehr Raum und auch Sitzplätze für die Besucher der Grotte zu schaffen.
Die Mariengrotte wird regelmäßig für Prozessionen der Ortsgemeinde sowie von Pilgern genutzt.

## Wegekreuz

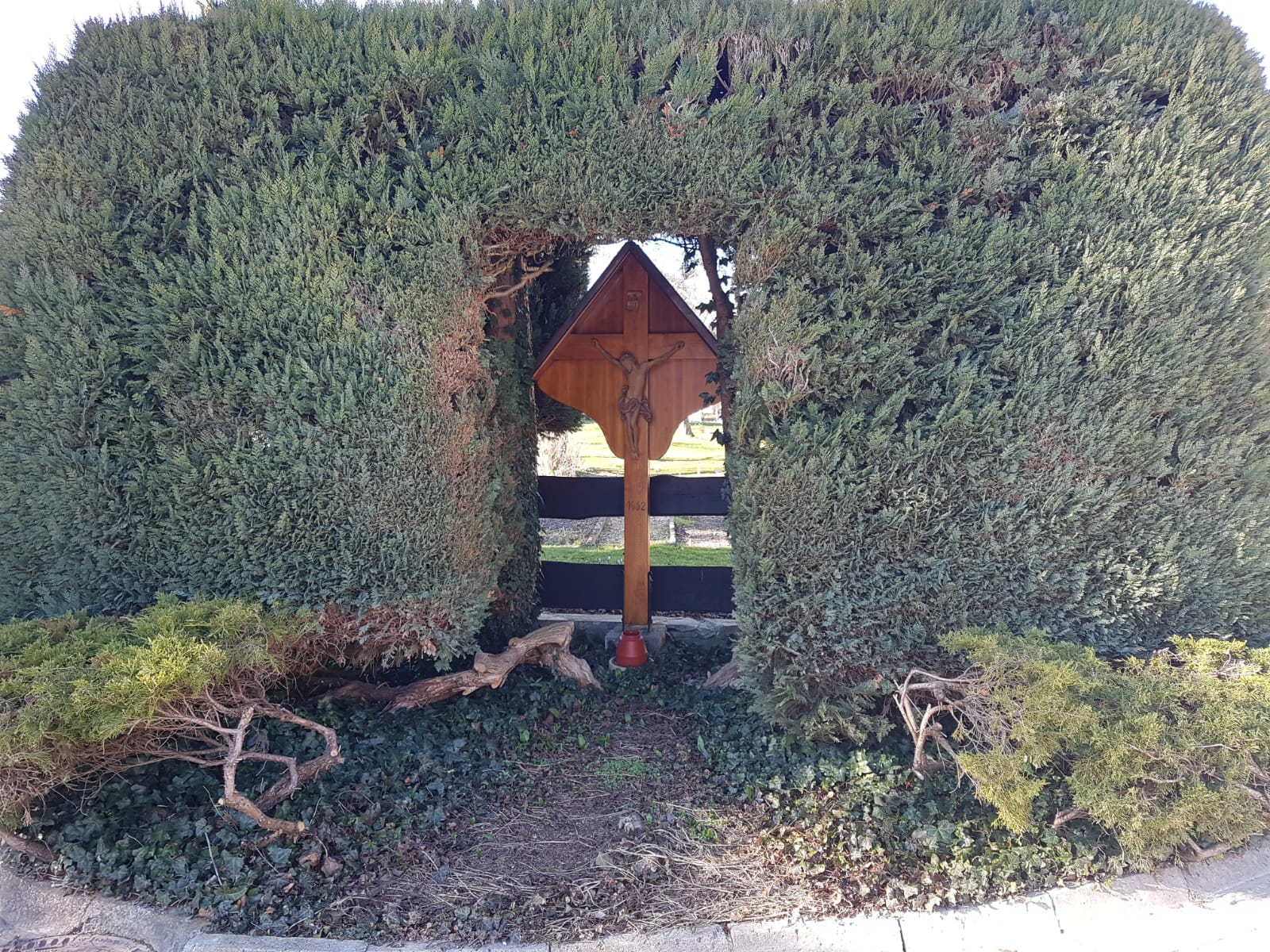
Wegekreuz zwischen der kleinen Grotte und der Mariengrotte

Die kleine Grotte und die Mariengrotte trennen fußläufig circa 600 Meter. Zwischen der kleinen Grotte und der Mariengrotte ist bei der Abzweigung Forsthausstraße/Grotteweg noch ein Wegekreuz aufgestellt, welches mit einer imposanten Hecke umrahmt ist. (⊙)